# Садовый (Луганская область)
Садовый (укр. Садовий) — посёлок, относится к Антрацитовскому городскому совету Луганской области Украины. Де факто — с 2014 года населённый пункт контролируется самопровозглашённой Луганской Народной Республикой.

## География
Соседние населённые пункты: город Красный Луч на западе, посёлки Краснолучский на севере, Боково-Платово, Крепенский, Верхний Нагольчик, город Антрацит на востоке, посёлки Есауловка, Нижний Нагольчик на юго-востоке.

## Общие сведения
Занимает площадь 0,22 км². Почтовый индекс — 94626. Телефонный код — 6431. Код КОАТУУ — 4410345305.

## Население
Население по переписи 2001 года составляло 240 человек.

## Местный совет
94625, Луганская обл., Антрацитовский горсовет, пгт. Боково-Платово, ул. Октябрьская, 31.